# Ivan Gabal
Ivan Gabal (* 15. ledna 1951 Praha) je český politik a sociolog, jeden ze zakladatelů Občanského fóra v roce 1989, v letech 2013 až 2017 poslanec Poslanecké sněmovny PČR za KDU-ČSL. Je autorem několika knih.

## Život
Vystudoval v letech 1969–1975 sociologii a teorii kultury na Filozofické fakultě Univerzity Karlovy v Praze, v roce 1978 obhájil titul PhDr. tamtéž. Je ženatý, jeho manželkou je česká politička a diplomatka Jana Hybášková. Mají dvě dcery.

### Kariéra
V letech 1976–1990 pracoval v Ústavu pro filosofii a sociologii ČSAV, věnoval se analýze vzdělání a životního stylu, včetně mezinárodních srovnání koncem osmdesátých let.
V létě 1989 patřil k zakládajícím členům Kruhu nezávislé inteligence. Během sametové revoluce v listopadu 1989 se stal jedním ze zakladatelů Občanského fóra. Později byl členem rady OF a od února 1990 byl vedoucím volební kampaně OF a konzultant volební kampaně VPN pro volby v roce 1990. V letech 1991 založil Odbor analýz Kanceláře prezidenta republiky, do roku 1992 pracoval jako vedoucí tohoto odboru. V roce 1992 byl vedoucím volební kampaně Občanského hnutí pro volby v roce 1992.
Od roku 1993 pracuje v soukromém sektoru, nejprve jako partner ve společnosti AISA, v letech 1994–2003 ve vlastní firmě Ivan Gabal Analysis & Consulting, od roku 2003 jako jednatel společnosti GAC spol. s.r.o. (s výjimkou let 2013–2017, kdy byla jednatelkou společnosti Lenka Kadeřávková). Společnost se zabývá analýzou praktických problémů a hledání jejich řešení ve veřejném i soukromém sektoru. Zpracovala prvou mapu sociálně vyloučených lokalit v roce 2006, první srovnání vzdělanostních šancí podle etnického původu (2009), strategii integrace (2010) a aktualizaci mapy vyloučených lokalit (2015) a dalšími zakázkami zkoumajícími regionální a sociální rozvoj, čerpání dotací, provádí sociologické, komunikační, mediální i politické analýzy; část klientely tvoří státní správa.

### Další aktivity
- člen dozorčí rady o.p.s. Nová škola,
- 1999–2003 člen Správní rady Masarykovy univerzity v Brně,
- 1997–1999 člen Českého helsinského výboru, místopředseda.[7]

## Politická kariéra

### Poslanecká sněmovna Parlamentu České republiky
Ve volbách do Poslanecké sněmovny PČR v roce 2013 kandidoval ve Středočeském kraji jako lídr KDU-ČSL a byl zvolen poslancem. V PS PČR byl členem Poslaneckého klubu Křesťanské a demokratické unie-Československé strany lidové. Byl místopředsedou Výboru pro obranu a členem Výboru pro bezpečnost. Pracoval také jako člen Stálé komise pro kontrolu použití odposlechu a záznamu telekomunikačního provozu, použití sledování osob a věcí a rušení provozu elektronických komunikací, Stálé komise pro kontrolu činnosti Generální inspekce bezpečnostních sborů a Vyšetřovací komise k prověření způsobu vyšetřování kauzy Opencard. Během svého působení v PS PČR předložil několik novel zákonů, usiloval o zavedení korespondenční volby, nový tzv. “Bavorský systém” volby a složení rad veřejnoprávních medií a návrh zákona o druhém stupni kontroly zpravodajských služeb.

### Další kandidatury
V roce 2012 kandidoval do Senátu Parlamentu ČR za volební obvod č. 17 Praha 12 jako nezávislý kandidát s podporou KDU-ČSL a Strany zelených. Získal 14,06 % hlasů a nedostal se do druhého kola. Ve volbách do Poslanecké sněmovny PČR v roce 2017 byl opět z pozice nestraníka za KDU-ČSL lídrem kandidátky ve Středočeském kraji. Tentokrát však neuspěl a mandát poslance neobhájil. Ve volbách do Senátu PČR v roce 2018 kandidoval jako nestraník za Zelené v obvodu č. 26 – Praha 2. Se ziskem 5,37 % hlasů skončil na 6. místě.

## Publikace
- Etnické menšiny ve střední Evropě : konflikt nebo integrace. Vyd. 1. vyd. Praha: Nakl. G plus G 341 Seiten s. Dostupné online. ISBN 80-86103-23-4, ISBN 978-80-86103-23-5. OCLC 237347125
- The impact of NATO membership in the Czech Republic : changing Czech views of security, military & defence. Santa Monica : RAND, 2002. 23 s. ISBN Santa Monica : RAND, 2002. (spoluautoři Thomas S. Szayna a Lenka Helšusová)
- GABAL, IVAN. Hrách na zeď. Praha: Universita Karlova 271 s. Dostupné online. ISBN 978-80-246-1537-0, ISBN 80-246-1537-1. OCLC 289108473
- GABAL, IVAN, 1951-. Klíč k posílení integrační politiky obcí : sociální vyloučení Romů a česká společnost. [Praha]: Otevřená společnost 56 s. Dostupné online. ISBN 978-80-87110-07-2, ISBN 80-87110-07-2. OCLC 271610999
- GABAL, Ivan et. al. Studie kvality života Pražanů [online].  Praha: IPR Praha, 2019-11 [cit. 2020-11-24]. Dostupné online.

- GABAL, Ivan. Metropolitní plán 2014 : územní plán hlavního města Prahy : metropolitní plán : koncept odůvodnění. První vydání. vyd. Praha: [s.n.] 1 dvoulist, 24 svazků (1093 stran) s. Dostupné online. ISBN 978-80-87931-06-6, ISBN 80-87931-06-8. OCLC 949216726 Kapitola Analytická část, Sociální koheze.